# Klemmschaltung (Nachrichtentechnik)
Eine Klemmschaltung dient dazu, hinter einem Koppelkondensator eine Gleichspannung zur Wechselspannung hinzuzufügen.

## Zweck
Wird eine Mischspannung an einen Koppelkondensator angelegt, so wird nur der Wechselspannungsanteil bis zu einer unteren Grenzfrequenz übertragen (siehe Ua1 im Bild). Niedrigere Frequenzen beziehungsweise Gleichspannungsanteile gehen verloren. Diese sollen entweder wiederhergestellt oder durch eine vorgegebene Spannung ersetzt werden. Dieser Fall tritt häufig in der Nachrichtentechnik (zum Beispiel Schwarzwertklemmung bei Bildröhren in Monitoren oder Fernsehempfängern) auf.

## Funktionsweise
Es wird hauptsächlich zwischen der passiven Spitzenklemmung und der aktiven Tastklemmung unterschieden.
Voraussetzung für das Funktionieren einer Klemmung ist, dass das Zielsignal periodisch bekannte Gleichspannungswerte aufweist und dass die Periodendauer deutlich kleiner ist als die Zeitkonstante des Hochpasses der Übertragungsstrecke.

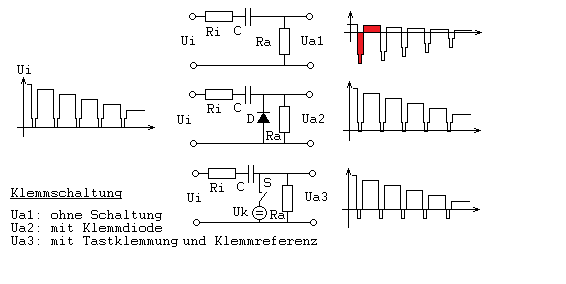

### Spitzenklemmung
Steht, zum Beispiel wie im Bild, eine Eingangsspannung an, die periodisch einen festen Bezugspegel enthält, so kann durch eine Klemm-Diode, welche als Schalter wirkt, auf Bezugspotential geklemmt werden, da sich der Koppelkondensator immer wieder nachlädt. Die Zeitkonstante von Ra und C sollte dabei möglichst groß sein, damit sich der Kondensator in den Pausen nur wenig entlädt. Umgekehrt soll die Zeitkonstante von Ri und C möglichst klein sein, damit sich der Koppelkondensator schnell aufladen kann. Durch Umpolen der Diode oder Reihenschaltung einer Spannung (Klemmspannung) zu derselben können der Gleichanteil und die Klemmpolarität gewählt werden. Nachteilig an der Spitzenklemmung ist, dass die Diode eine Durchlassspannung besitzt und dass die Schaltung auch auf Störspannungsspitzen reagiert.

### Tastklemmung
Hiermit werden die Nachteile der Spitzenklemmung größtenteils vermieden. Durch einen meist als Halbleiterbauelement realisierten Schalter (im Bild S) wird der gewünschte Signalabschnitt abgetastet und darauf die Klemmung erzwungen. Als Nachteil entsteht ein höherer Schaltungsaufwand, da eine synchrone Steuerung zur Ansteuerung des Abtastschalters benötigt wird. Die Dimensionierung ist wie bei der Spitzenklemmung vorzunehmen.